# Hemsjön (Asarums socken, Blekinge)
Hemsjön är en sjö i Karlshamns kommun i Blekinge och ingår i Bräkneån-Mieåns kustområde. Sjön är 10,2 meter djup, har en yta på 0,0682 kvadratkilometer och är belägen 50,8 meter över havet.

## Delavrinningsområde
Hemsjön ingår i det delavrinningsområde (623556-144427) som SMHI kallar för Ovan Klockarebäcken. Medelhöjden är 49 meter över havet och ytan är 46,29 kvadratkilometer. Det finns ett avrinningsområde uppströms, och räknas det in blir den ackumulerade arean 56,05 kvadratkilometer. Avrinningsområdets utflöde Siggarpsån (Valbäcken) mynnar i havet. Avrinningsområdet består mestadels av skog (71 procent) och jordbruk (16 procent). Avrinningsområdet har 1,2 kvadratkilometer vattenytor vilket ger det en sjöprocent på 2,6 procent.